# Želimir Obradović
 Želimir "Željko" Obradović, (Čačak, 9. ožujka 1960.) je bivši srbijanski košarkaš i jedan od najuspješnijih košarkaških trenera današnjice. Trenutno je trener Partizana.

## Igračka karijera
Igrao je u beogradskom Partizanu od 1984. do 1991. i za reprezentaciju Jugoslavije, s kojom je osvojio srebrno olimpijsko odličje u Seulu 1988. i zlatno odličje na Svjetskom prvenstvu u Buenos Airesu 1990. godine.

## Trenerska karijera
S Partizanom je osvojio Kup europskih prvaka 1992., a isto ponovio 1994. sa španjolskim Joventutom, 1995. Realom iz Madrida i četiri puta s Panathinaikosom (2002., 2007., 2009. i 2011.). S Madriđanima 1997. osvojio je Kup kupova, s talijanskim Benettonom 1999. Superkup Italije, 2000. s grčkim Panathenaikosom Kup prvaka i naredne dvije godine bio je prvak Grčke. U sezoni 2006./2007. Obradović je predvodio Panathinaikos do trostruke krune. Panathinaikos je sljedeće sezone uspio obraniti naslov prvaka i osvajača grčkog kupa, ali je u borbi za mjesto koje vodi u čevrtzavršnicu ispao od Obradovićevog bivšeg kluba Partizana. Sljedeće sezone Obradović je s Panathenaikosom ponovo osvojio Euroligu.

## Kao trener reprezantacije
S izabranom vrstom SRJ-a 1995., zajedno s  Dušanom Ivkovićem, osvojio je Europsko prvenstvo u Ateni 1995., 1996. na Olimpijskim igrama u Atlanti, kao prvi trener, srebrno odličje, a 1997. na Europskom prvenstvu u Španjolskoj i 1999. brončanu medalju u Francuskoj. Bio je izbornik Srbije i Crne Gore 2004./2005. ali bez osvojena odličja.

## Priznanja
Jedini je u svijetu osvajao zlatna odličja na svjetskim prvenstvima i kao igrač i kao trener. Nagradu „Aleksandar Gomeljski” za najboljega trenera Eurolige osvojio je dva puta (2007. i 2011.), a 2008. uvršten je u 50 osoba koje su najviše pridonijele Euroligi

## Trofeji i odličja
Kao igrač:
- Partizan (1984. – 1991.):
- Prvenstvo Jugoslavije (1987.)
- Euroliga, Final Four: 3. mjesto (1988.)
- jugoslavenski kup (1989.)
- Kup Radivoja Koraća(1989.)
- Jugoslavenska reprezentacija:
- ljetne olimpijske igre 1988. – srebrna medalja
- svjetsko prvenstvo 1990. – zlatna medalja

Kao trener:
- Partizan (1991. – 1993.):
- srpsko prvenstvo (1992.)
- srpski kup (1992.)
- Euroliga (1992.)
- Joventut (Badalona) (1993. – 1994.):
- Euroliga (1994.)
- Real (Madrid) (1994. – 1997.):
- Euroliga (1995.)
- Kup Raimunda Saporte (1997.)
- Benetton Treviso (1997. – 1999.):
- Kup Raimunda Saporte (1999.)
- Panathinaikos Atena (1999. – 2012.):

Euroliga (5): (2000., 2002., 2007., 2009., 2011.)
grčko prvenstvo (11): (2000., 2001., 2003., 2004., 2005., 2006., 2007., 2008., 2009., 2010., 2011.)
grčki kupovi (7): (2003., 2005., 2006., 2007., 2008., 2009., 2012.)
- Fenerbahce:

Euroliga (1): (2016./17.) Prvenstvo Turske (3): (2013./14., 2015./16., 2016./17.) Kup Turske (1): (2016.)  Kup Predsjednika (2): (2013., 2016.)
- Kao trener reprezentacije SR Jugoslavije (1996. – 2000.)
- ljetne olimpijske igre 1996. – srebrna medalja
- europsko prvenstvo 1997. – zlatna medalja
- svjetsko prvenstvo 1998. – zlatna medalja
- europsko prvenstvo 1999. – brončana medalja

## Vanjske poveznice
- Euroliga
- Panathinaikos  Arhivirana inačica izvorne stranice od 11. svibnja 2009. (Wayback Machine)
- Interview – Željko Obradović  Arhivirana inačica izvorne stranice od 29. veljače 2012. (Wayback Machine); Vreme, 12. veljače 2004.